# August-Kühne-Haus

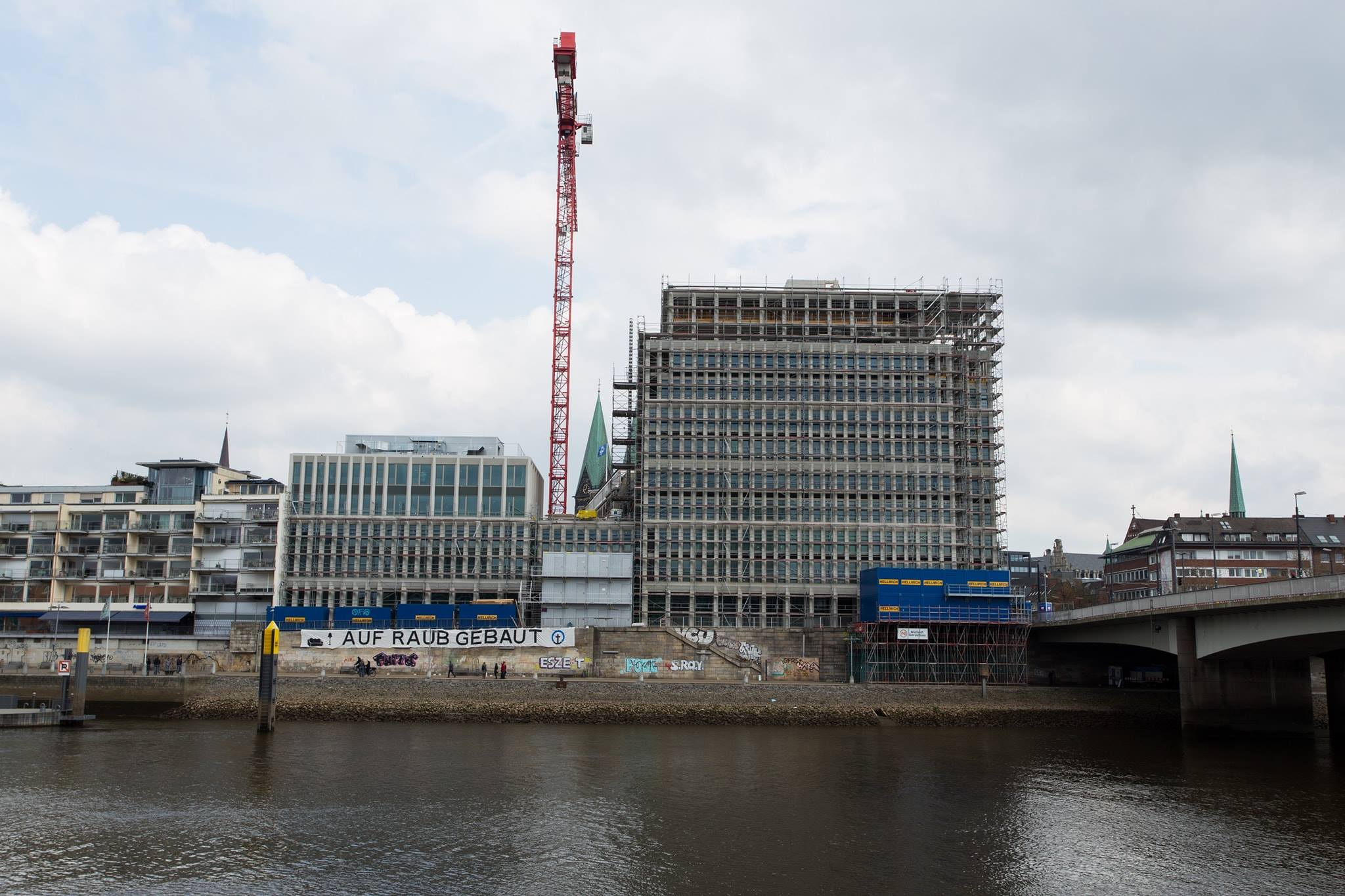
August-Kühne-Haus, April 2019; links ein Banner zum Richtfest, mit Verweis auf die Verantwortung K+N in der Zeit des Nationalsozialismus.

Das August-Kühne-Haus ist ein neues Unternehmensgebäude des Schweizer Transport- und Logistikkonzerns Kühne + Nagel in der Bremer Innenstadt. Pläne wurden 2016 vorgestellt, seit 2018 entstand am Ort des vorherigen Stammhauses und auf ehemals städtischem Grund ein mehrgeschossiges Bürogebäude. Nach Fertigstellung des Massivbaus 2020 wurde das Gebäude durch ein Technik-Teilgeschoss ohne jeden architektonischen Wert komplettiert. Seither wird dafür eine ansehnliche Verkleidung geplant.

## Gebäude

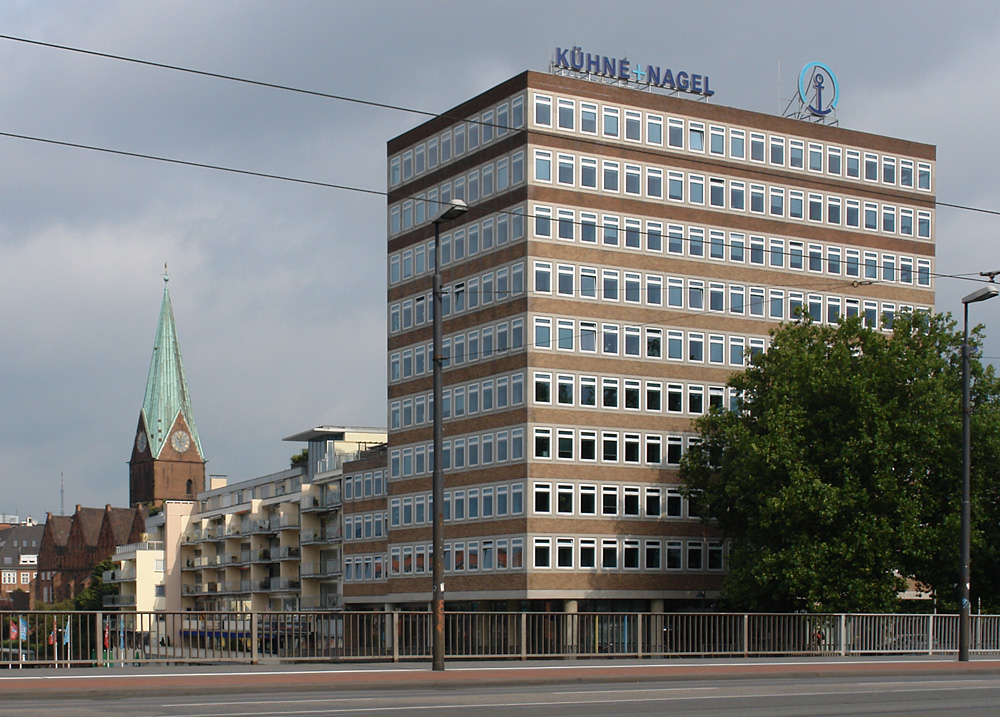
Ehemaliges August-Kühne-Haus an der Wilhelm-Kaisen-Brücke (1962–2017), Aufnahme 2008

Das Kühne-und-Nagel-Gebäude entsteht am Standort des alten Stammsitzes Ecke Martinistraße/Wilhelm-Kaisen-Brücke direkt an der Weser. Gebaut wird auf dem Grund des abgerissenen alten Firmengebäudes, des „August Kühne Hauses“, und einer etwa ebenso großen Fläche, die die Stadt Bremen dem Unternehmen verkaufte. Der Gebäudekomplex orientiert sich an rechteckigen Formen und wird in Betongussbauweise errichtet. Der „Turm“ an der östlichen Front sollte ursprünglich 44 Meter hoch sein, fünf Meter höher als das bisherige Gebäude. Das Gebäude sollte etwa 725 Mitarbeitern Platz bieten und eine Bruttogeschossfläche von ca. 13.500 m² aufweisen, seine Fassade soll mit hellem Sandstein verkleidet werden. Die Außenfassade soll aus einem hellen Beton-Sandsteingemisch bestehen. Die Sicht auf die historischen Gebäude wie den Bremer Dom und die hinter dem Gebäude befindliche Martinikirche soll durch den Neubau nicht zu sehr beeinträchtigt werden.
Die geplanten Baukosten betragen nach Unternehmensangaben 26 Mio Euro, der Entwurf stammt vom Hamburger Büro MPP.
2018 wurde mit dem ersten Bauabschnitt begonnen. In einem weiteren Schritt entsteht entlang der Martinistraße ein dreigeschossiger Mittelbau und ein weiteres Bürogebäude.

## Politische Kontroverse
Politische Auseinandersetzungen gab es um die Entscheidung der Stadt, Kühne und Nagel den zusätzlich erforderlichen städtischen Grund zu einem Drittel des üblichen Marktpreises zu verkaufen. Das Bauressort verteidigte die Entscheidung mit dem Interesse Bremens, die Firma an diesem Standort zu halten.
Anlässlich des Richtfestes 2019 gab es Proteste gegen das Unternehmen. Ein Mahnmal, das an die Enteignung von Juden im Dritten Reich erinnert, sollte ursprünglich direkt am Gebäude entstehen, es wird nun entfernt gebaut. Zu weiteren Hintergründen des Protestes siehe den Firmenartikel, Abschnitt „Neubau des Firmensitzes und Aufarbeitungskultur“.